# Martyn Lewis
Martyn  James Lewis (* 12. August 1982) ist ein walisischer Badmintonspieler.

## Karriere
Martyn Lewis gewann nach sechs Juniorentiteln 2003 seine erste nationale Meisterschaft bei den Erwachsenen. Im Jahr zuvor war er bereits bei den Mexico International und den Mauritius International erfolgreich gewesen. 2003 siegte er bei den Nigeria International, 2005 und 2006 bei den Spanish International. 2008 war er bei den Welsh International und den Belgian International erfolgreich.

## Sportliche Erfolge
| Saison | Veranstaltung                             | Disziplin    | Platz | Name                          |
| ------ | ----------------------------------------- | ------------ | ----- | ----------------------------- |
| 1999   | Wales: Einzelmeisterschaften der Junioren | Mixed        | 1     | Martyn Lewis / Kate Ridler    |
| 1999   | Wales: Einzelmeisterschaften der Junioren | Herreneinzel | 1     | Martyn Lewis                  |
| 1999   | Wales: Einzelmeisterschaften der Junioren | Herrendoppel | 1     | Martyn Lewis / Phil Linnard   |
| 2001   | Wales: Einzelmeisterschaften der Junioren | Mixed        | 1     | Martyn Lewis / Victoria Luke  |
| 2001   | Wales: Einzelmeisterschaften der Junioren | Herreneinzel | 1     | Martyn Lewis                  |
| 2001   | Wales: Einzelmeisterschaften der Junioren | Herrendoppel | 1     | Martyn Lewis / Phil Linnard   |
| 2002   | Mexico International                      | Herrendoppel | 1     | Matthew Hughes / Martyn Lewis |
| 2002   | Mauritius International                   | Herrendoppel | 1     | Matthew Hughes / Martyn Lewis |
| 2003   | Nigeria International                     | Herrendoppel | 1     | Matthew Hughes / Martyn Lewis |
| 2003   | Wales: Einzelmeisterschaften              | Herrendoppel | 1     | Matthew Hughes / Martyn Lewis |
| 2005   | Wales: Einzelmeisterschaften              | Herrendoppel | 1     | Matthew Hughes / Martyn Lewis |
| 2005   | Spanish International                     | Herrendoppel | 1     | Matthew Hughes / Martyn Lewis |
| 2006   | Spanish International                     | Herrendoppel | 1     | Matthew Hughes / Martyn Lewis |
| 2006   | Wales: Einzelmeisterschaften              | Herrendoppel | 1     | Martyn Lewis / Matthew Hughes |
| 2006   | Wales: Einzelmeisterschaften              | Herreneinzel | 1     | Martyn Lewis                  |
| 2006   | Welsh International                       | Herrendoppel | 1     | Matthew Hughes / Martyn Lewis |
| 2007   | Wales: Einzelmeisterschaften              | Herrendoppel | 1     | Martyn Lewis / Matthew Hughes |
| 2008   | Wales: Einzelmeisterschaften              | Herreneinzel | 1     | Martyn Lewis                  |
| 2008   | Wales: Einzelmeisterschaften              | Herrendoppel | 1     | Martyn Lewis / Matthew Hughes |
| 2008   | Welsh International                       | Herrendoppel | 1     | Andrew Bowman / Martyn Lewis  |
| 2008   | Belgian International                     | Herrendoppel | 1     | Andrew Bowman / Martyn Lewis  |
| 2009   | Wales: Einzelmeisterschaften              | Herrendoppel | 1     | Martyn Lewis / Matthew Hughes |
| 2009   | Wales: Einzelmeisterschaften              | Mixed        | 1     | Martyn Lewis / Vikki Jones    |